# Nicolás Amodio
Pour les articles homonymes, voir Amodio.
Nicolás Amodio est un footballeur uruguayen né le 10 mars 1983 à Montevideo.

## Clubs
- 2003-2004 : Defensor Sporting  Uruguay
- 2004-2005 : Sambenedettese Calcio  Italie
- 2005-2011 : SSC Naples  Italie
  - 2007-jan. 2008 : Trévise FBC 1993  Italie (prêt)
  - jan. 2008-2008 : AC Mantoue  Italie (prêt)
  - jan. 2010-2010 : Plaisance FC  Italie (prêt)
  - 2010-2011 : Calcio Portogruaro-Summaga  Italie (prêt)
- 2011-2013 : CA Peñarol  Uruguay
- 2013-2015 : US Lecce  Italie
  - 2014-2015 : AS Martina Franca 1947  Italie